# RN4 (Mali)
Die RN4 ist eine Fernstraße in Mali, die in Didiéni an der Ausfahrt der RN1 beginnt und in Nara an der Grenze nach Mauretanien endet. Sie ist 176 Kilometer lang.